# Jim Moran (Freestyle-Skier)
Jim Moran (* 17. April 1972 in Pompton Plains) ist ein ehemaliger US-amerikanischer Freestyle-Skier. Er startete in den Buckelpisten-Disziplinen Moguls und Dual Moguls.

## Werdegang
Moran startete zu Beginn der Saison 1992/93 in Tignes erstmals im Weltcup und errang dabei den 56. Platz im Moguls. Im weiteren Saisonverlauf holte er im Moguls in Breckenridge seinen ersten Weltcupsieg und kam in Livigno auf den dritten Platz im Moguls. Er wurde damit abschließend Zehnter im Moguls-Weltcup. Bei den Weltmeisterschaften 1993 in Altenmarkt-Zauchensee belegte er den 69. Platz und bei den Weltmeisterschaften 1995 in La Clusaz den 12. Rang im Moguls. Nachdem Plätzen 27 und fünf in Tignes zu Beginn der Saison 1995/96, errang er in La Plagne, Lake Placid sowie in Blackcomb jeweils den zweiten Platz im Moguls-Wettbewerb und erreichte mit zwei vierten Plätzen und in Altenmarkt-Zauchensee mit seinem zweiten Weltcupsieg im Moguls den 19. Platz im Gesamtweltcup sowie jeweils den fünften Rang im Moguls-Weltcup und Dual-Moguls-Weltcup. In der folgenden Saison sprang er auf den 18. Platz im Dual-Moguls-Weltcup und auf den 16. Rang im Moguls-Weltcup. Dabei erreichte er in Tignes mit dem fünften Platz im Dual Moguls seine beste Platzierung. Beim Saisonhöhepunkt, den Weltmeisterschaften 1997 im Iizuna Kōgen Sukī-jō, wurde er Sechster im Moguls. Dort startete er im folgenden Jahr bei den Olympischen Winterspielen letztmals international, wobei er 23. Platz im Moguls errang. Im Februar 1999 stürzte er bei den US Freeskiing Open und erlitt dabei eine schwere Kopfverletzung. Er lag drei Wochen im Koma und erholte sich wieder vollständig. obwohl dies seine Sportlerkarriere beendete. Nach seiner Sportlerkarriere schloss er im Jahr 2008 sein Studium an der University of Utah ab und zog später in die Gegend von Salt Lake City, wobei er im Vertrieb im Telekommunikationsbereich tätig war.

## Erfolge

### Olympische Spiele
- 1998 Nagano: 23. Platz Moguls

### Weltmeisterschaften
- 1993 Altenmarkt: 69. Platz Moguls
- 1995 La Clusaz: 12. Platz Moguls
- 1997 Iizuna Kōgen: 6. Platz Moguls

### Weltcupsiege
Moran nahm an 54 Weltcups teil und erreichte 19 Top-Zehn-Platzierungen sowie sechs Podestplatzierungen.
| Datum           | Ort                   | Land               | Disziplin |
| --------------- | --------------------- | ------------------ | --------- |
| 16. Januar 1993 | Breckenridge          | Vereinigte Staaten | Moguls    |
| 15. März 1996   | Altenmarkt-Zauchensee | Österreich         | Moguls    |

### Weltcup-Gesamtplatzierungen
| Saison  | Gesamt | Gesamt | Moguls | Moguls | Dual Moguls | Dual Moguls |
| Saison  | Punkte | Platz  | Punkte | Platz  | Punkte      | Platz       |
| ------- | ------ | ------ | ------ | ------ | ----------- | ----------- |
| 1992/93 | 56     | 39.    | 508    | 10.    | –           | –           |
| 1993/94 | 8      | 100.   | 68     | 41.    | –           | –           |
| 1994/95 | 49     | 44.    | 344    | 13.    | –           | –           |
| 1995/96 | 78     | 19.    | 628    | 5.     | 160         | 5.          |
| 1996/97 | 46     | 49.    | 228    | 16.    | 116         | 18.         |
| 1997/98 | 39     | 57.    | 196    | 22.    | –           | –           |